# Muelle minero

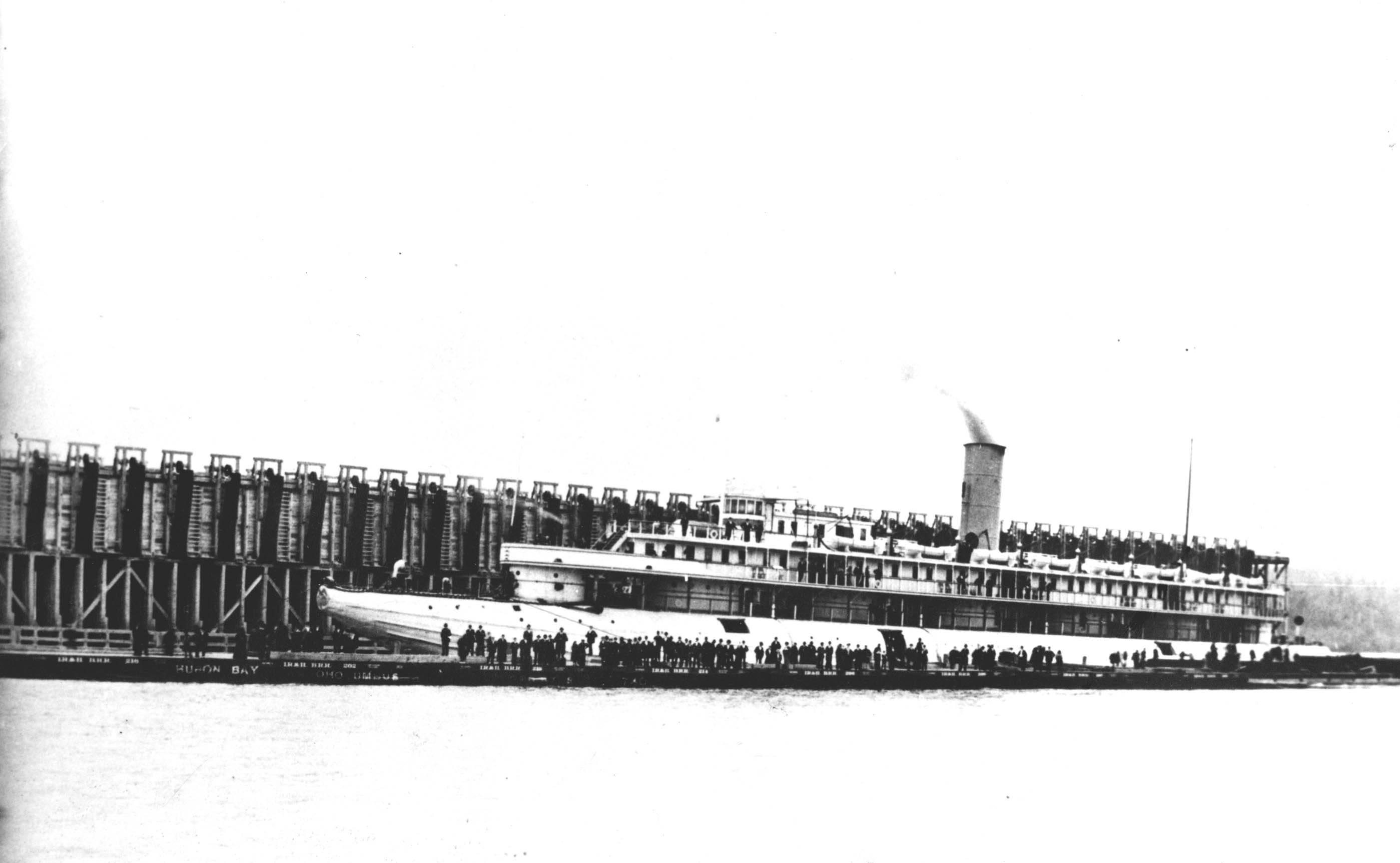
El muelle minero IR&HB en Skanee, Míchigan. El vapor Cristóbal Colón (362 pies) está en primer plano. California. 1893

Un muelle minero es una gran estructura que se utiliza para cargar minerales (por lo general, desde vagones de ferrocarril o vagones tolva ) en barcos, que luego llevan el mineral a la acería o a los puntos de transbordo. La mayoría de los muelles mineros conocidos se construyeron cerca de las minas de hierro en la parte superior de los Grandes Lagos y sirvieron a la parte inferior de los Grandes Lagos.[cita requerida] Los muelles mineros que aún existen son típicamente de unos 60 pies (18,3 m) de ancho, 80 pies (24,4 m) de altura, y varían de 900 pies (274,3 m) a 2400 pies (731,5 m) de longitud. Por lo general, se construyen con madera, acero, hormigón armado o combinaciones de estos materiales.

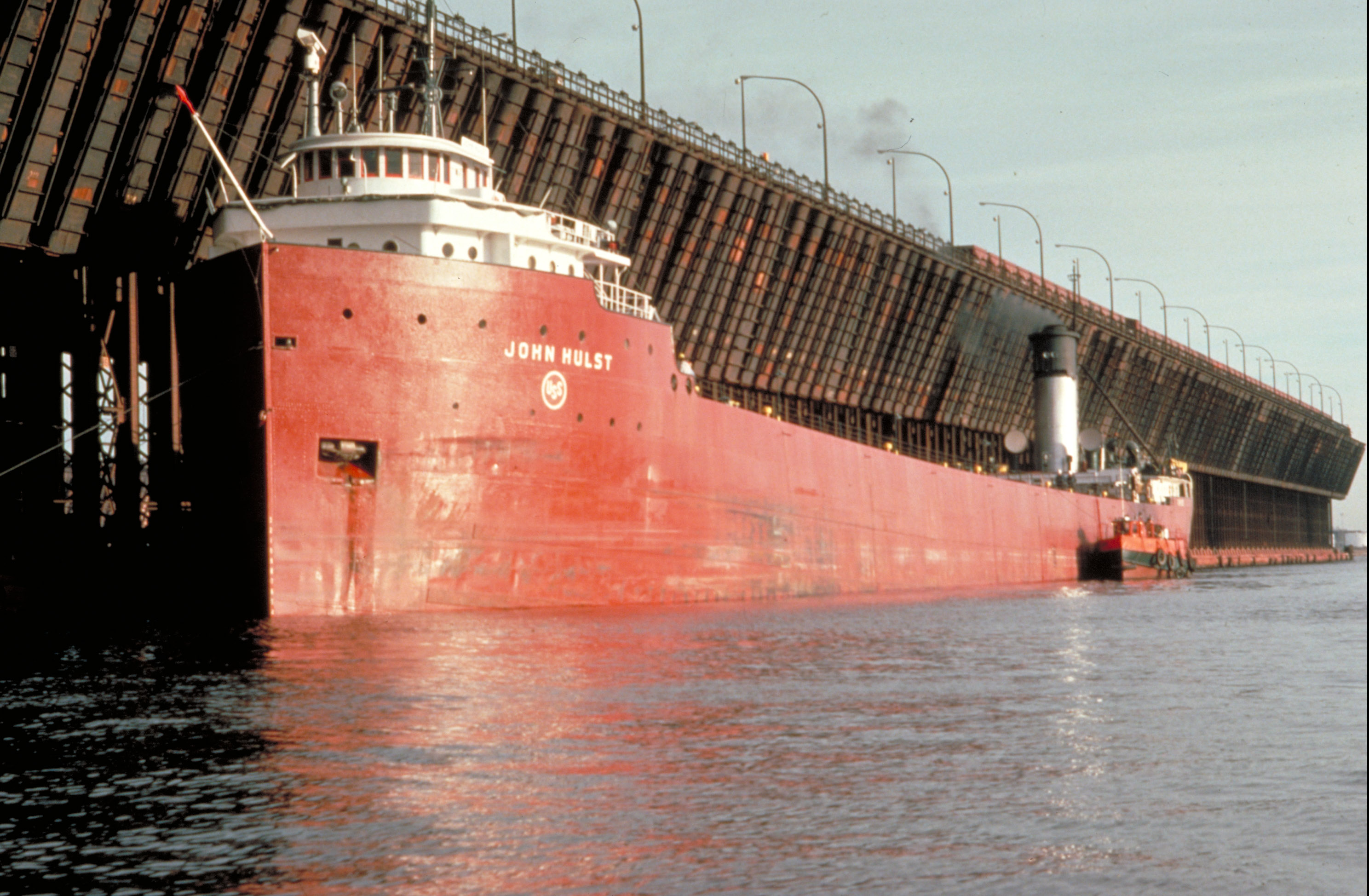

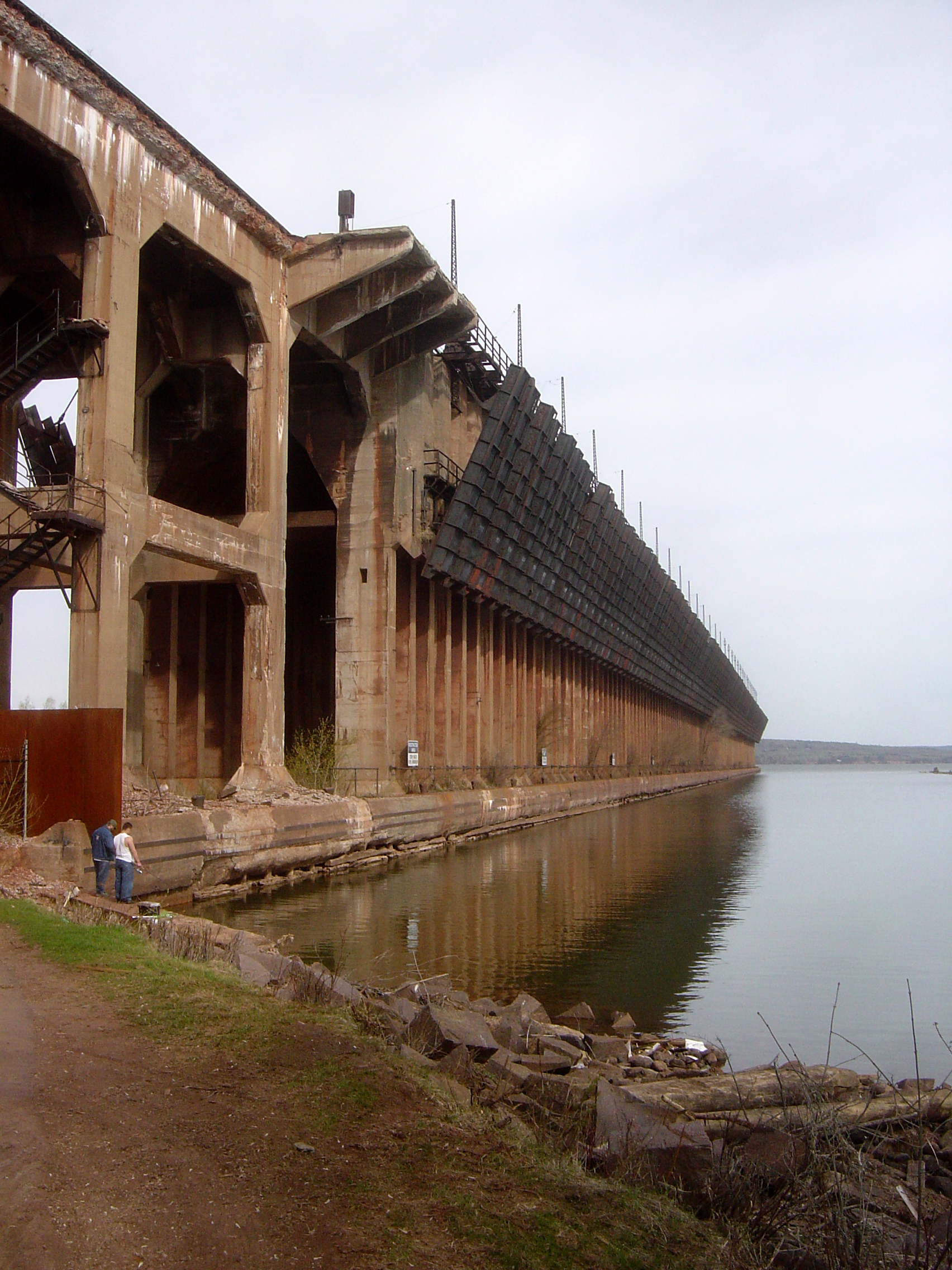
El muelle minero de Wisconsin Central Railway (más tarde Soo Line) en Ashland, Wisconsin 1.800 pies (550 m) largo, b. 1916

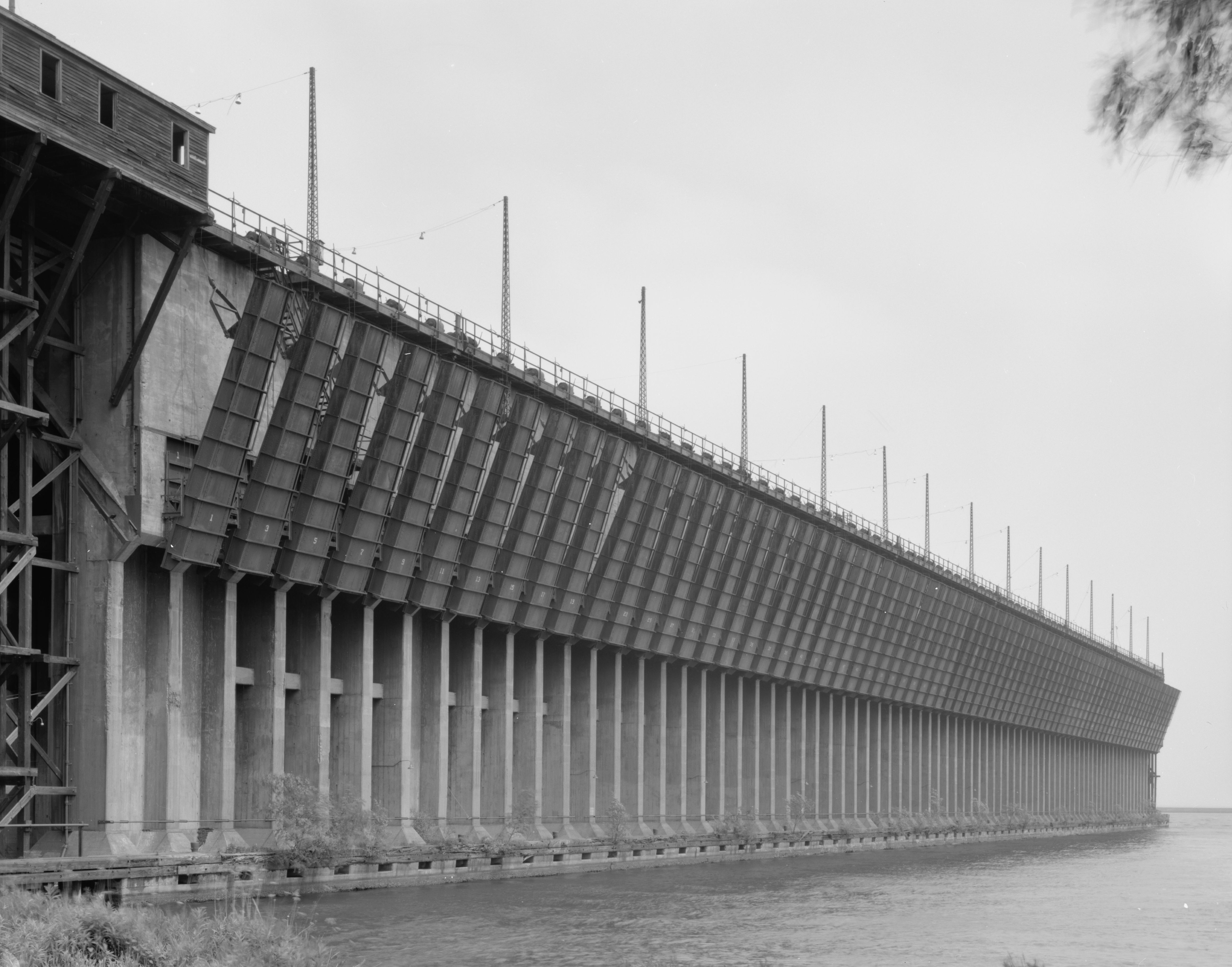
Muelle minero (n. 1931) en Marquette, Míchigan

Se utilizan comúnmente para cargar graneleros de mineral con gran masa, mineral de bajo valor, como mineral de hierro, en bruto o en forma de taconita .

## Construcción
Los muelles mineros suelen ser estructuras largas y altas, con una vía o vías de ferrocarril en la parte superior y una serie de "bolsillos" en los que se descarga el mineral de los vagones, normalmente por gravedad. Cada bolsillo tiene una tolva que se puede bajar para descargar el mineral en la bodega de un barco atracado al costado. El uso de bolsillos y conductos permite que el muelle se cargue con mineral antes de transferirlo al carguero .
Los compartimentos o compartimentos de embodegamiento de los muelles suelen ser más anchos en la parte superior que en la inferior y conducen a rampas de acero móviles. Estos conductos se proyectan sobre el agua en un ligero ángulo desde los lados de los muelles. Los conductos con bisagras, que se bajan para dejar caer el mineral de las bolsas a los barcos, están ubicados a intervalos de doce pies a lo largo del muelle.
Este espacio no es una coincidencia, ya que los muelles y los cargueros de los lagos que podían cargar evolucionaron juntos, y el espacio entre las escotillas de los cargueros de los lagos suele ser de 12 o 24 pie (7,3 m) en el centro.

## Historia
Desde finales de 1800, los muelles mineros han sido una vista común en muchos puertos del Lago Superior de Minnesota, Wisconsin y especialmente Míchigan . Los ricos yacimientos de mineral de hierro se descubrieron por primera vez en la península superior en la década de 1840 y siguen siendo una importante fuente de riqueza para el estado. En la década de 1890, Míchigan era el mayor proveedor de mineral de hierro de los Estados Unidos. Los ferrocarriles transportarían el mineral desde las minas hasta los muelles de mineral en los Grandes Lagos en lugares como Escanaba y Marquette, donde la carga se cargaría en cargueros de mineral y se transportaría al resto del país.
El mineral de hierro fue descubierto por primera vez en la península superior de Míchigan el 19 de septiembre de 1844 por William A. Burt, quien entonces fue contratado para dirigir un grupo dedicado a inspeccionar la península superior en nombre del gobierno de los Estados Unidos. Las variaciones en las lecturas de las brújulas magnéticas empleadas sugirieron que algo estaba perturbando los campos magnéticos locales y, en la investigación de parte de Marquette Iron Range, se encontró mineral tan cerca de la superficie como justo debajo del césped.
El desarrollo de este hallazgo sucedió durante la década de 1840 y principios de la de 1850. El enfoque inicial fue producir hierro localmente, ya que el envío era difícil. Los primeros intentos de envío utilizando equipos de mulas, caminos de tablones y barriles cargados como carga de cubierta en goletas requerían transbordo después de transportar los rápidos del río St. Marys, y los costos resultaron prohibitivos. Sin embargo, a medida que las minas continuaron desarrollándose y se instalaron los ferrocarriles, el volumen de mineral aumentó, superando con creces la capacidad de producción local. En 1855, se abrieron las esclusas de Soo y aumentó el volumen de mineral enviado, con un total de 1447 toneladas enviadas en varios bergantines y goletas. El primer muelle específicamente para el comercio de minerales se construyó en 1857 en Marquette. Era plano en lugar de elevado, y los barcos eran cargados por hombres que usaban carretillas.
Para 1860, el volumen de mineral enviado a través de Soo Locks había aumentado a 114.401 toneladas; cayó a 49.909 toneladas al año siguiente del estallido de la guerra civil estadounidense . Pero en 1862, se había construido un muelle de madera adicional en Marquette, esta vez con un caballete de ferrocarril elevado para que los tolvas de mineral descargaran el mineral en los bolsillos.
En 1911 se construyó otro muelle de carga de mineral de hierro: la estructura de madera se reemplazó por una estructura de hormigón y acero. El nuevo muelle de carga de mineral de hierro en Marquette tenía 1200 pies de largo; 75 pies de altura; y 60 pies de ancho. Cuatro vías de tren cruzaban la parte superior y había espacio de embodegamento dentro de la parte inferior de hormigón para 60.000 toneladas de mineral de hierro. El nuevo muelle de carga de mineral incorporó una mitad inferior de hormigón con una estructura de acero ligero en la parte superior, en sustitución de los soportes de madera utilizados anteriormente. Si bien esta estructura fue más costosa de construir que los muelles de carga de mineral de hierro anteriores, los constructores afirmaron que la nueva construcción aguantaría mucho más que el antiguo método de construcción. Las goletas comenzaron a presentar tapas de escotillas espaciadas regularmente, lo que aceleró la carga. Pero los barcos de vapor de la época no estaban bien adaptados para cargamentos a granel como el mineral de hierro. No tenían escotillas a través de sus cubiertas. En cambio, tenían pasarelas a los lados. Entonces, los envíos de mineral se cargaron en carretillas a través de las pasarelas. Al tener una superficie plana en un lado y amarres directamente debajo de los bolsillos, las goletas podían recibir el mineral directamente. Barcos de vapor amarrados en el lado opuesto del muelle para el método manual mediante carretillas. Sin embargo, la descarga seguía siendo un laborioso asunto manual.
Durante este período, el comercio de mineral de hierro se vio eclipsado por el comercio de cereales y madera. Por ejemplo, en 1866 se recibieron alrededor de 1.500.000 toneladas de grano solo en el puerto de Buffalo, Nueva York . Chicago recibió unas 400.000 toneladas de madera. La cantidad de mineral de hierro entregado a todos los puertos del lago Erie ascendió a solo 278.976 toneladas brutas. Hasta 1876, Marquette fue el único puerto del Lago Superior que enviaba mineral de hierro hacia el este.
Después de la Guerra Civil, el avance fue rápido. El muelle de la Cleveland Iron Mining Company tenía 30 pies (9,1 m) por encima del nivel del lago y fue construido originalmente con 29 bolsillos para goletas y 6 bolsillos para barcos de vapor. Para 1872, se había extendido otros 350 pies (106,7 m), proporcionando 54 bolsillos adicionales. Durante la temporada de 1873, el tonelaje total de mineral de hierro enviado desde el puerto de Marquette fue de 1.175.000 toneladas.
A medida que expandió el tipo de minerales de carga (Gogebic, Menominee East y Menominee West), y los EE. UU. se desarrollaron más rápidamente como potencia industrial, otros puertos también construyeron muelles de minerales, principalmente en el lago Superior. Por ejemplo, Ashland, Wisconsin, el puerto natural de Gogebic Range, tenía tres muelles en 1916, el primero construido por Milwaukee, Lake Shore and Western Railway en 1884-1885. Eran 1400 pies (426,7 m) de largo, con 234 bolsillos y cuatro vías en el muelle, y podía albergar 25.000 toneladas de mineral.
El puerto natural de la cordillera de Menominee East era Escanaba, Míchigan ; los primeros muelles allí se construyeron en 1865.
En 1884, las locomotoras jugaron un papel vital en el transporte de minerales desde las minas hasta los muelles. Los bolsillos y rampas se llenaron utilizando vagones de mineral tipo tolva. En 1889, Duluth, South Shore and Atlantic Railway operaba un muelle con 284 bolsillos. Los ferrocarriles también proporcionaron transporte alternativo para personas, bienes y, finalmente, mineral de hierro.
La longitud y la capacidad de los muelles se correspondían con la capacidad de los cargueros de mineral para los que fueron diseñados. A medida que los transportadores de mineral aumentaban en altura y anchura, se requerían aberturas de bolsillo más altas y se tenían que construir nuevos muelles y reconstruir los más antiguos. En 1867, los barcos transportaban cargamentos de mineral de 550 toneladas. Los primeros cargueros de mineral de acero introducidos en la década de 1880 tenían una capacidad de 2500 toneladas. Para 1898, los barcos transportaban 6.400 toneladas y para 1938, 15.000 toneladas.
La demanda de mineral de hierro creció, se necesitaba un envío más rápido de embarcaciones y, con la mejora de la tecnología, aumentaron los vagones de ferrocarril más grandes y el número de locomotoras más potentes para transportar el mineral de las minas a los muelles. Estos desarrollos hicieron que el antiguo muelle de madera de Duluth, South Shore y Atlantic Railway construido en 1898 quedara obsoleto. Lake Superior and Ishpeming Railroad Company construyó un nuevo muelle de hormigón armado y acero en 1911 y 1912 en Upper Harbor cerca de Presque Isle Park. Este muelle tiene 75 pies (22,9 m) de altura, 1200 pies (365,8 m) de largo y tiene 200 bolsas, con una capacidad total de 50.000 toneladas de pellas de mineral. Para 1929, más de una vez y media el tonelaje anual combinado de los canales de Panamá y Suez pasaba por las esclusas de Soo. El muelle todavía está en uso hoy.
La actividad también continuó en el puerto inferior de Marquette. Duluth, South Short and Atlantic Railway, para seguir siendo competitivos, se completó la construcción de un nuevo muelle en 1932. Este muelle fue construido de acero y hormigón, 85,5 pies (26,1 m) de alto, 969 pies (295,4 m) de largo, con 150 bolsillos. La capacidad total era de 47.500 toneladas. DSS & A. Railway se fusionó con otras empresas para formar Soo Line. El muelle permaneció en funcionamiento hasta finales de la década de 1960, cuando la disminución de la demanda de mineral de hierro obligó a cerrarlo. En 1987, Soo Line vendió su división Lake States a Wisconsin Central Ltd. La propiedad pasó a este último ferrocarril, donde permanece hoy.
|                                                                            |
| Kaye E Barker en el muelle minero de Marquette en Míchigan en el añdo 2017 |

## Uso actual
Muchos muelles han sido derribados o abandonados, pero algunos siguen en funcionamiento. El muelle Lake Superior & Ishpeming, uno de los muelles en Marquette, Míchigan, cargó su tonelada número 400 millones de mineral después de 90 años de servicio.  Otro muelle, construido más tarde por Merritt-Chapman &amp; Scott para Duluth, South Shore and Atlantic Railway (DSS&A), quedó fuera de servicio en 1971.  A 2022  , hay planes para reconstruir este muelle de mineral. The Mining Journal, un periódico local, ha declarado que estos incluyen "instalaciones de educación ecológica, jardines botánicos interiores durante todo el año, preservación histórica y educación, y espacios comunitarios".
El muelle más grande de este tipo en el mundo existe en Superior, Wisconsin, como parte de la instalación Allouez Taconite de BNSF; sin embargo, estos muelles han estado abandonados desde 1978. Muelles de mineral en Duluth, MN,  y Two Harbors, MN,  todavía están en servicio y son operados por Canadian National Railway y Lake Superior and Ishpeming Railroad .
Los muelles mineros se mencionan en la cultura popular, al menos un equipo atlético de la escuela secundaria, los Oredockers de Ashland, Wisconsin, toman su nombre de ellos, y se los ha mencionado en una canción.